# گرگاب (شاهین‌شهر)
گرگاب، شهری در بخش مرکزی شهرستان شاهین‌شهر در استان اصفهان ایران است. مسجد جامع شهر گرگاب یکی از بهترین آثار تاریخی این شهر است. 
مرحوم آیت الله صلاحیان یکی از بزرگان شهر گرگاب هستند که مقبره این بزرگوار در تخت فولاد اصفهان می باشد 
شهر گرگاب از شهرهای شهرستان شاهین‌شهر و میمه در استان اصفهان و در فاصله ۲۰ کیلومتری مرکز استان می‌باشد و علت اصلی پیدایش شهر گرگاب وجود آب در لایه‌های زیرین زمین بوده‌است که از طریق حفر قنات به آن دسترسی پیدا می‌کنند و این شهر بواسطه وجود قنات‌ها و زمین‌های دشتی مستعد، کشاورزی به وجود آمده و در حال حاضر سه رشته قنات در این شهر وجود دارد که با توجه به وضعیت بارندگی و خشکسالی فاقد آبدهی می‌باشند.(قنات گرگاب و کریم‌آباد)
از خربزه گرگاب در کتب و رسالات قدیمی به نیکی یاد شده‌است و معنی وجه تسمیه آن بگفته معتمدان محلی، بعلت زیادی آب قنات‌ها که از سمت مورچه‌خورت اصفهان می‌آمده و تشبیه آن به گرگی است که در حال جنب و جوش زیاد است می‌باشد.
نحوه شکل‌گیری گرگاب از نظر مراحل توسعه هسته اولیه روستای گرگاب به صورت قلعه (هم‌اکنون قسمتی از آن موجود می‌باشد) بوده که سکونتگاه اولیه و اصلی محسوب می‌شده و اراضی زراعی در خارج از قلعه واقع گردیده است و در طول زمان با رشد جمعیت نیاز به فضاهای بیشتر و برقراری امنیت، به تدریج ساکنین در خارج از قلعه ساخت‌وساز انجام داده‌اند و با توجه به وجود اراضی زراعی در ضلع جنوب شرقی توسعه به سمت شمال و شرق ادامه پیدا کرده‌است.

## جمعیت
جمعیت شهر گرگاب طبق آخرین سرشماری ۱۲٬۲۵۹ تن است.